# Bichel (Wasserburg)
Bichel (früher auch: Büchel; mundartlich: Bichəl) ist ein Gemeindeteil der bayerisch-schwäbischen Gemeinde Wasserburg im Landkreis Lindau (Bodensee) in Deutschland.

## Geographie

### Lage
Der Weiler liegt circa ein Kilometer östlich des Hauptorts Wasserburg. Im Ort befindet sich der Bichelweiher, der im Naturschutzgebiet Bichlweiher und Bichlweihermoos liegt. Durch den Ort verläuft die Bahnstrecke Friedrichshafen–Lindau.

## Geschichte
Bichel wurde erstmals urkundlich im Jahr 1330 als Büchel erwähnt. Der Ortsname stammt vom mittelhochdeutschen Wort bühel für Hügel oder vom ebenfalls mittelhochdeutschen Wort buoch für Buchenwald ab.
Ab dem Jahr 1556 diente das Bergangerschlössle im Ort als Amtshaus des montfortschen Vogts Gottfried Roth von Schreckenstein. 1566 brannte das Schloss teilweise ab. Im Jahr 1592 pfändete die Adelsfamilie Fugger-Wellenburg die Herrschaft Wasserburg. Neben der Herrschaft übernahmen sie zudem einige Güter, zu denen auch das Bergangerschlösschen, ein Stadel und eine Stallung des ehemaligen Vogts in Bichel gehörten. In den Folgejahren wurde das Schloss wiederaufgebaut und im Jahr 1598 die Mühle am Bichelweiher ausgebaut. Im Jahr 1622 wurde im Schlössle eine Taverne sowie in der Mühle eine fuggersche Münzstätte eröffnet. Die Münzstätte bezog das Silber aus den Fugger-Minien Schwaz und Sterzing, aufgrund der schlechten Qualität der Münzen wurde sie nach wenigen Jahren wieder aufgegeben. Ab Anfang des 18. Jahrhunderts veräußerten die Fugger aufgrund von Finanzproblemen ihre Besitztümer in Bichel und schließlich im Jahr 1752 die ganze Herrschaft Wasserburg an das Erzhaus Österreich. In den folgenden Jahren wurde der Gasthof Adler mit Posthaltstation im ehemaligen Amtshaus eingerichtet und eine Schmiede eröffnet. Im Jahr 1818 wurden sechs Wohngebäude im Ort gezählt. In den 1880er Jahren erfolgte die Einstellung des Mahlbetriebs in der Mühle.

## Sehenswürdigkeiten
Siehe auch: Liste der Baudenkmäler in Bichel